# La Sella Club de Golf
La Sella Club de Golf in Dénia maakt deel uit van een resort.
De baan ligt langs het Montgó Natuurpark en wordt omgeven door bergen en natuurgebieden. Er groeien sinaasappel-, olijf- en amandelbomen.
De baan is in 1991 ontworpen door José María Olazabal en Juan de la Cuadra. Er is een 18 holesbaan, die in 2009 wordt uitgebreid tot 27 holes. De Baan is niet bijzonder lang, wel heuvelachtig en voorzien van diagonaal geplaatste waterhindernissen. Er werken drie professionalsd: Arnau Durca, Ben Clover en tourspeler José Manuel Carriles.
In het clubhuis is ook het secretariaat van de Peugeot Loewe Tour, een wedstrijdenserie bestaande uit acht toernooien, waaraan ook buitenlandse professionals mee mogen doen.

## Nations Cup 2009
In april 2009 werd de Comunitat Valenciena Nations Cup met vier slagen gewonnen door Christel Boeljon en Marjet van der Graaff. Na iedere ronde stonden ze in de top-3. Tijdens de vierde en laatste ronde speelden ze tegen Frankrijk, dat vertegenwoordigd werd door Gwladys Nocera en Anne-Lise Caudal.

Australië eindigde op de 2de plaats, Italië op de 3de plaats en Frankrijk zakte terug naar de 4de plaats. België (Lara Tadiotto en Ellen Smets) eindigde als 18de. Er deden twintig landen mee.